# Чарлі Д'амеліо
Чарлі Д'Амеліо (англ. Charli D'Amelio; нар. 1 травня 2004 р.) — американська танцюристка, відеоблогерка, інфлюєнсерка, акторка й телепродюсерка, яка здобула популярність короткими відео у TikTok. Станом на 2024 рік кількість її підписників перевищила 152 мільйони на TikTok, а New York Times назвали її «Королевою TikTok».

## Кар'єра
Кар'єру в TikTok Чарлі Д'Амеліо почала влітку 2019 року. Вона створила танцювальні відеоролики та розмістила їх у своєму акаунті. Після отримання мільйона лайків на сторінці кількість підписників почала швидко рости. Того ж року вона набрала понад 50,7 мільйона підписників TikTok, 15,6 мільйона підписників Instagram, 3,38 мільйона підписників YouTube і понад 1,3 мільйона підписників у Twitter. У січні 2020 року Д'Амеліо підписала з агенцією талантів UTA. Потім вона знялась у рекламі Super Bowl разом з іншими знаменитостями. Її запросили відвідати Super Bowl LIV та зустрітися з Дженніфер Лопес, щоб створити ролик у TikTok «J Lo Super Bowl Challenge».
Д'Амеліо входить до «дому» тіктокерів TikTok «Hype House» разом з 18 іншими популярними тіктокерами. Його популярними членами є Чейз Гадсон, Авані Грегг, Аддісон Ра Стерлінг та Діксі Д'Амеліо.
Танцюристку запрошують виступати на багатьох популярних заходах у цій галузі, зокрема для NBA All-Star. Інфлюенсерка виступала з колегами з Hype House Addison Rae та її сестрою Діксі, а також з творцем танцю «Renegade» Джалаєю Гармон.
У 2022 році поступилась першим місцем за кількістю підписників у TikTok сенагальському тіктореру з Італії Хабі Ламе. Завдяки зростанню в TikTok Чарлі також отримала понад 40 мільйонів підписників у Instagram, 9,44 мільйона підписників на YouTube та 5,3 мільйонів підписників у Twitter.
У вересні 2022 року вона та її родина оголосили про новий проєкт D'Amelio Brands, який запускатиме та керуватиме власними брендами, зосередженими на моді, красі та стилі життя. Підприємство також оголосило про стартовий раунд у розмірі 6 мільйонів доларів, до якого як інвестори  входять генеральний директор Fanatics Майкл Рубін, підприємець Річард Розенблатт, старший віцепрезидент Apple з обслуговування Едді К'ю та генеральний директор Lionsgate Джон Фелтгаймер.

## Особисте життя
Серед її найближчих родичів політик і батько Марк Д'Амеліо; її мати, Гайді Д'Амеліо; та її сестра Діксі Д'Амеліо.
Вона зустрічалась з зіркою TikTok Коул Чейз Гадсоном, також відомим як «Ліл Гадді». На початку 2020 року пара припинила стосунки.
Чарлі Д'Амеліо критикують у соціальних мережах через її тіло. Вона та її сестра Діксі співпрацюють з ЮНІСЕФ, виступаючи проти інтернет-знущань та висвітлюючи небезпеку популярності на платформі.